# Ray’s Male Heterosexual Dance Hall
Ray’s Male Heterosexual Dance Hall ist eine kurze US-amerikanische Filmkomödie von Bryan Gordon aus dem Jahr 1987. Der Film wurde mit einem Oscar ausgezeichnet.

## Inhalt
Der arbeitslose Sam sitzt frustriert auf einer Parkbank. Er macht sich auf den Weg zum nächsten Vorstellungsgespräch, als er seinen Freund Cal trifft, der keine Probleme hat, gute Jobs für sich zu finden. Cal nimmt Sam zu dem Ort mit, an dem er seine Kontakte knüpft. Es ist ein Tanzsaal für Herren. Geschäftsführer tanzen, Broker machen dort ihre Geschäfte – alles untermalt von alten Hits, die im Hintergrund gespielt werden.

## Veröffentlichung
Uraufgeführt wurde der Film am 27. November 1987.

## Auszeichnung
1988 wurden Jonathan Sanger und Jana Sue Memel für und mit dem Film in der Kategorie „Bester Kurzfilm“ mit dem Oscar ausgezeichnet.